# Marija Nikolaevna Kuznecova
Marija Nikolaevna Kuznecova (in russo Мария Николаевна Кузнецова, scritto anche Marija Kuznecova-Benois?; Odessa, 22 luglio 1880 – Parigi, 25 aprile 1966) è stata un soprano e ballerina russa, molto famosa nella Russia imperiale del XX secolo.

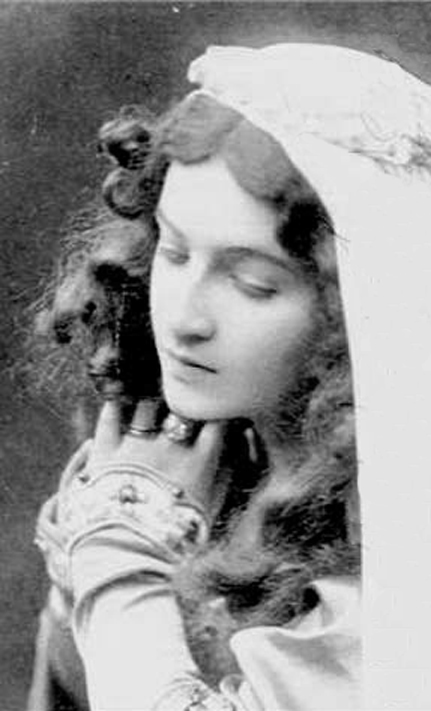
Maria Kuznetsova come Elsa, dell Opera Lohengrin, 1905.

Prima della rivoluzione la Kuznecova era una delle cantanti liriche più celebri della Russia imperiale, avendo lavorato con Richard Strauss, Nikolai Rimsky-Korsakov e Jules Massenet. Cantava spesso assieme a Fëdor Šaljapin. Dopo aver lasciato la Russia nel 1917, continuò a esibirsi per altri trent'anni all'estero prima di ritirarsi.

## Biografia

### Famiglia

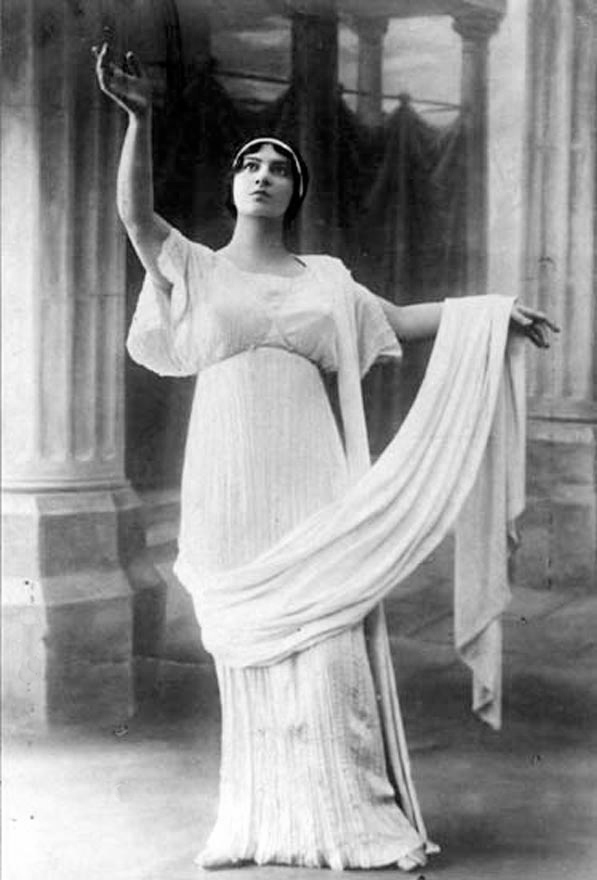
Marija Kuznecova nel ruolo di Fausta

La Kuznecova nacque nel 1880, a Odessa, in Ucraina, figlia del ritrattista Nikolai Kuznetsov.  La madre della Kuznecova, Hanna Hrytsenko, proveniva da una povera famiglia di Volyn che era venuta a Odessa per guadagnare. Marija discendeva da una illustre famiglia di scienziati e intellettuali di origine rumena e russo-ebraica.
La nonna materna, Emilia (Nevakhovich) Metchnikoff, era la figlia del russo-ebreo Lev Nevakhovich (1776–1831), autore, traduttore e fondatore del movimento Haskalah in Russia. Emilia sposò un ufficiale delle Guardie, Ilya ed ebbe due figli; il microbiologo premio Nobel Élie Metchnikoff e il sociologo Lev Metchnikoff.
Anche i prozii Mikhail e Aleksandr Nevakhovich della Kuznecova avevano avuto una carriera di successo. Mikhail era un fumettista e fondatore della prima rivista satirica russa, Mish-Mash (Eralash). Aleksandr era un drammaturgo e aveva lavorato come direttore del repertorio dei Teatri Imperiali di San Pietroburgo durante il regno di Nicola I.

### Primi anni e carriera
La Kuznecova studiò inizialmente balletto a San Pietroburgo, in Russia, ma abbandonò la danza per studiare musica con il baritono Joachim Tartakov. La Kuznecova era un soprano lirico con una voce chiara e bella. Possedeva anche un notevole talento come attrice. Igor' Stravinskij la descrisse come "molto appetibile da guardare e da ascoltare".
Debuttò inizialmente al Conservatorio di San Pietroburgo come Tatiana in Eugene Onegin di Čajkovskij nel 1904. Debuttò per la seconda volta nel 1905 al Teatro Mariinskij come Marguérite nel Faust di Charles Gounod. Una notte, non molto tempo dopo il suo debutto al Mariinsky, scoppiò una disputa nella hall del teatro tra studenti e ufficiali dell'esercito mentre la Kuznecova cantava il ruolo di Elsa nel Lohengrin di Wagner. Prima che seguisse il panico, una Kuznecova impassibile interruppe la sua esibizione e poi rapidamente calmò la folla dirigendo tutti in una interpretazione trascinante dell'inno nazionale russo Dio salvi lo Zar! (Bože, Zarja chrani!).
Rimase al Mariinsky come solista per dodici anni fino alla rivoluzione del 1917. Durante la sua lunga carriera, la Kuznecova ebbe diversi ruoli tra cui Fevroniya ne La leggenda della città invisibile di Kitezh e la fanciulla Fevroniya di Rimsky-Korsakov, il ruolo da protagonista nel Cléopâtre di Massenet, Woglinde nella prima produzione russa di L'oro del Reno di Wagner e Fausta in un'altra creazione di Massenet, Roma. Tra gli altri suoi ruoli distintivi ricordiamo Oksana in Cherevichki di Ciajkovskij, Thaïs in Thaïs di Massenet, Violetta in La traviata di Verdi, La fanciulla delle nevi in La fanciulla delle nevi di Rimsky-Korsakov, Mimi in La bohème di Puccini, Antonida in Una vita per lo Zar di Glinka, Lyudmila in Ruslan e Ljudmila e Tamara ne Il demone di Anton Rubinštejn.
Col tempo sviluppò un notevole seguito all'estero; facendo il suo debutto all'Opera di Parigi nel 1908 e a Londra al Covent Garden nel 1909. Durante questo periodo apparve in Gwendoline (1910) di Emmanuel Chabrier e in Roma di Jules Massenet (1912). Nel 1916 fece il suo debutto americano, esibendosi a New York e Chicago. A New York fece scalpore, esibendosi con la Manhattan Opera Company nella prima produzione americana di Cleopatre.

### I Balletti Russi
Alla vigilia della prima guerra mondiale, la Kuznecova partecipò e contribuì a finanziare le famose Les Saisons Russes dei Ballets Russes di Sergei Diaghilev a Londra e Parigi.

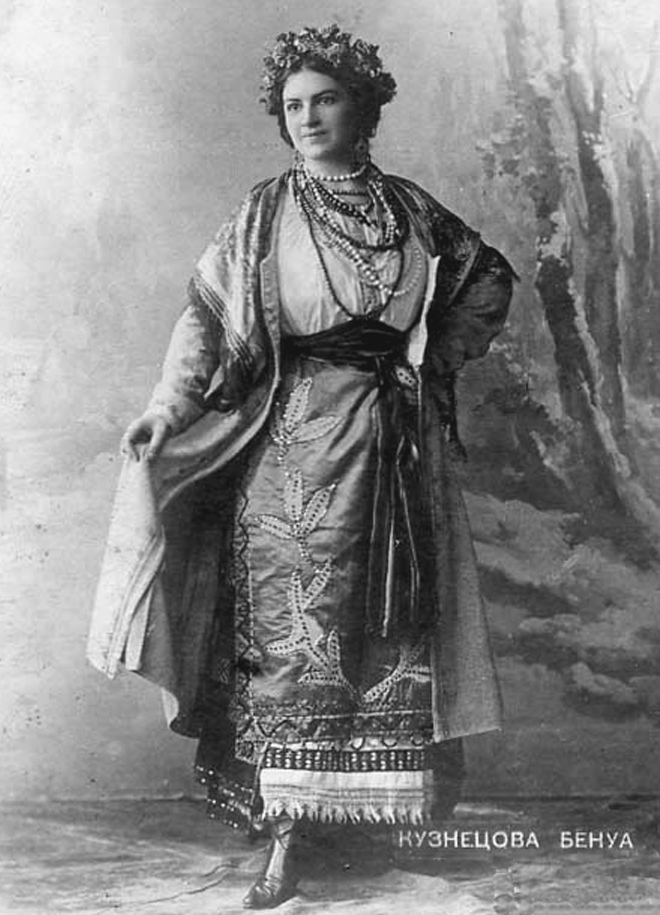
Marija Kuznecova in costume contadino russo

Con l'aiuto del suo amico, l'artista e designer Léon Bakst, ottenne il ruolo della moglie di Potiphar nel balletto di Richard Strauss La Légende de Joseph (o Josephslegende) nel 1914. La produzione comprendeva tutto il gotha del mondo dell'arte edoardiana. Era prodotto da Diaghilev, composto e diretto da Strauss, coreografato da Michel Fokine, sceneggiato da Bakst e José Maria Sert, mentre il ruolo principale era ballato da Léonide Massine.
Era un ruolo importante ed era certamente in buona compagnia, ma erano costretti a un programma molto duro con poco tempo per provare. A peggiorare le cose Strauss era di cattivo umore, perché la sua amante, Ida Rubinstein, che avrebbe dovuto ballare il ruolo di Lydia Sokolova, aveva improvvisamente abbandonato il progetto. Inoltre Strauss detestava lavorare con i musicisti francesi ed era costantemente ai ferri corti con l'orchestra. Diaghilev, nel frattempo, non si era ancora ripreso dalla partenza di Vaslav Nijinsky l'anno precedente dai Ballets Russes.  Nonostante i problemi nel backstage e una stampa britannica indignata, che trovava osceno il lavoro, il balletto debuttò con successo sia a Londra che a Parigi quella primavera, come riportato dal New York Times:  PARIGI, 14 maggio – All'Opera stasera la stagione del balletto russo si è aperta con la première di "The Legend of St. Joseph" di Richard Strauss...
La parte di Joseph è stata eseguita in modo eccellente da un giovane membro del "Artists Theater" di Mosca, Leonide Miassine, che si è unito alla compagnia di balletto del M. Diaghilew per questo scopo. La signora Kousnetzoff ha abbandonato per il momento il canto per impersonare la moglie di Potiphar ...
Un teatro affollato era evidentemente molto contento.
Dissero che la cosa più memorabile della produzione erano le lussuose sceneggiature a tema veneziano di Sert e i costumi di Bakst. La Sokolova ha ricordato il costume di Kuznecova come particolarmente ispirato:
Si muoveva su alti zoccoli dorati, accompagnata da domestici, due dei quali avevano un paio di levrieri irlandesi color miele con guinzagli bianchi...
Oltre a cimentarsi nel balletto, la Kuznecova si è esibì in diverse opere durante quella stagione. In uno spettacolo memorabile si unì al celebre basso russo Fëdor Šaljapin in una produzione de Il principe Igor di Borodin, coreografata da Fokine, e messa in scena al Drury Lane l'8 giugno 1914.

### La vita in esilio
Dopo la Rivoluzione del 1917, la Kuznecova fuggì dalla Russia, facendo una fuga adeguatamente drammatica vestita da mozzo e nascosta in un baule a bordo di una nave diretta in Svezia. La sua prima esibizione in esilio fu con l'Opera di Stoccolma nel 1919.

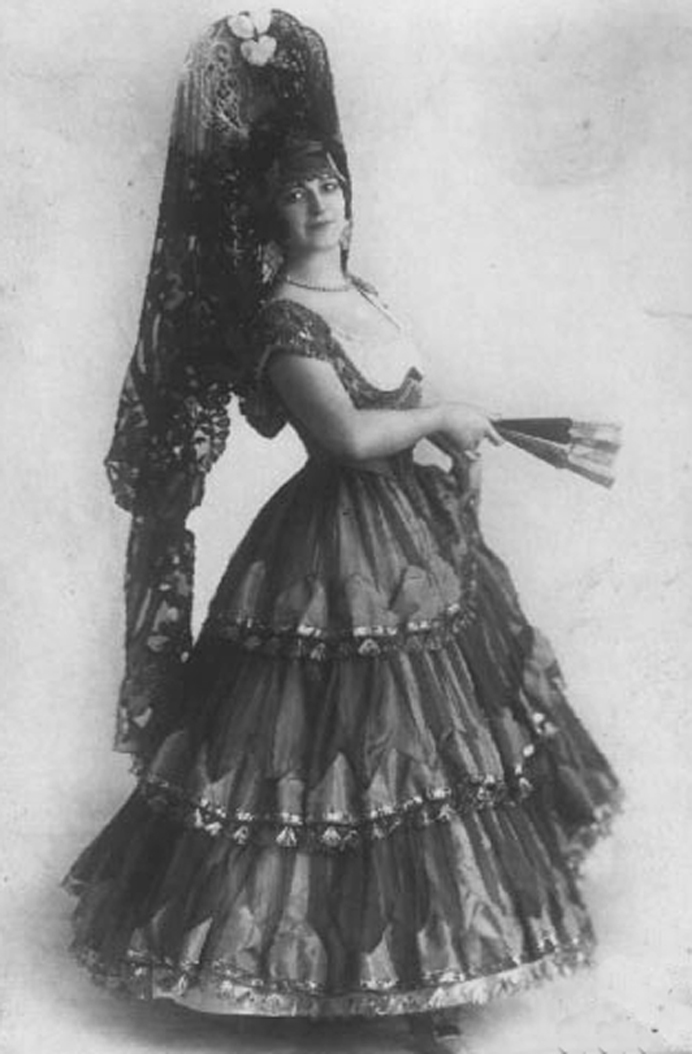
Marija Kuznecova in costume spagnolo

Più tardi quell'anno fu ingaggiata dal Gaiété-Lyrique di Parigi, cantando accanto a Lucien Fugère, Maria Barrientos, Lydia Lipkowska, Georgette Leblanc, André Gilly e Vanni Marcoux.
Nel 1920 la Kuznecova partecipò a un grande concerto di beneficenza all'Opéra di Parigi insieme a Vera Karalli ed altri, per raccogliere fondi per aiutare gli emigrati russi bisognosi.
Le altre esibizioni della Kuznecova durante gli anni 1920 furono di natura più pratica e meno filantropica. Organizzò concerti e recital privati dove cantava musica folk russa e spagnola, musica gitana e opera. Durante questi concerti si esibiva spesso in danze popolari spagnole e flamenco dopo aver cantato. Oltre a questi spettacoli privati, lavorò come solista al Covent Garden, al Teatro dell'Opera di Copenaghen e in altre sale da concerto e teatri lirici in tutta Europa. Fondò il Teatro delle Miniature con Léon Bakst nel 1922, dove si esibì per un brevissimo periodo.
Nel 1927, con l'aiuto del baritono ucraino Mikhail Karakash, e di sua moglie Elizaveta Popova, e del conte Alexis Ceretelli, fondò l'Opéra Russe a Parigi. L'Opéra Russe organizzò una serie di balletti e opere a Londra, Parigi, Barcellona, Madrid, Milano e fino a Buenos Aires e in Giappone, tra il 1927 e il 1933. Si esibì anche a Shanghai nel maggio 1935.
Dopo il 1933 fece meno spettacoli, ma già nel 1947 il suo nome apparve nel programma di un concorso coreografico tenuto a Copenaghen, ospitato da Rolf de Maré. Il suo contributo all'evento fu descritto semplicemente: "Canzoni e balli della Spagna, di Maria Kousnetzoff e un gruppo di flamenco".

### Vita privata e morte
Il primo marito di Kuznecova fu Nikolai Albertovich Benois, figlio dell'acquarellista Albert Nikolayevich Benois (1852-1936).
Dopo la morte di Benois, la Kuznecova sposò il nipote di Jules Massenet, il banchiere e industriale Alfred Massenet. Alfred aveva lavorato per un certo periodo nell'impero russo, prima della Rivoluzione, come presidente della Société d'Industrie Minière de Chagali-Heliar, una società francese di estrazione del rame con sede a Tbilisi, in Georgia.
La Kuznecova trascorse gli ultimi anni della sua vita in povertà; viveva in una stanza in un piccolo hotel vicino agli Champs Elysees, abbandonata da suo figlio Mikhael e dai suoi ex colleghi e amici. L'unica sua compagna era la sua camerinista Olga e si manteneva dando lezioni di canto e recitazione. Olga era solita raccontare come Chaliapin morì tra le braccia della Kuznecova, contro la volontà di sua moglie.
Marija Kuznecova morì a Parigi il 25 aprile 1966.